# 킬푸에
킬푸에(스페인어: Quilpué)는 칠레 발파라이소 주에 위치한 도시이자 코무나로 마르가마르가 현의 현도이며 면적은 536.9km2, 높이는 141m, 인구는 149,500명(2012년 기준)이다. 도시가 설립된 시기는 1898년이다. "태양의 도시"(Ciudad del Sol)라는 별명으로 부르기도 한다.